# دهستان توکهور
دهستان توکهور، یکی از دهستان‌های بخش توکهور شهرستان میناب در استان هرمزگان ایران است. مرکز این دهستان، روستای توکهور است.

## جمعیت
بر پایه سرشماری عمومی نفوس و مسکن در سال ۱۳۹۵، جمعیت دهستان توکهور برابر با ۹٬۴۸۴ نفر بوده‌است.